# Al-Kauthar-moskee
De Al-Kauthar-moskee is een moskee in de stad Tawau, in het oosten van Maleisië.
De moskee werd gebouwd in 1997 en voltooid in 2002. Het is de grootste moskee in de staat Sabah, met een capaciteit die plaats biedt aan 16.000 tot 17.000 mensen. De moskee werd officieel geopend in 2004 onder leiding van de toenmalige Koning, Syed Sirajuddin Tuanku Syed Putra Jamalullail.